# Roza Otunbayeva
Roza Isakovna Otunbayeva (em russo:  Роза Исаковна Отунбаева, nascida em 23 de agosto de 1950) é uma política quirguiz. Foi presidente do seu país, de 2010 até 2011. Formada em Filosofia pela Universidade Estatal de Moscou, ela foi a embaixadora soviética na Malásia, durante a década de 1980, e representou o país comunista na UNESCO.
Após a queda da União Soviética, Otunbayeva ocupou, em três ocasiões, o cargo de ministra das Relações Exteriores da República Quirguiz. No governo de Askar Akayev, ela foi também a primeira embaixadora da República do Quirguistão nos Estados Unidos.
Na década seguinte, porém, Otunbayeva fez parte do grupo que esteve à frente da Revolução das Tulipas, que depôs Askar Akayev, e também das manifestações populares que derrubaram o presidente sucessor, Kurmanbek Bakiyev. Ela foi escolhida líder provisória do governo que assumiu o poder no país após a queda de Bakiyev. No dia 3 de Julho de 2010, ela empossou oficialmente o cargo da presidência interina do país.
Roza Otunbayeva fala quirguiz, alemão, russo, francês e inglês.
Ela é conhecida no Quirguistão como uma das culpadas no início do conflito étnico no sul do Quirguistão em 2010, bem como devido à prisão de políticos da oposição e à prisão do ativista de direitos humanos Azimzhan Askarov , o que posteriormente levou à sua tortura e morte na prisão.

## Fracasso na resolução dos confrontos étnicos de 2010
Em Junho de 2010, eclodiu um conflito sangrento entre as etnias uzbeques e quirguizes no sul do Quirguizistão, durante o qual mais de 400 pessoas morreram e milhares de pessoas perderam as suas casas.

Vítimas de confrontos étnicos no Quirguistão - 2010

A Comissão Internacional da OSCE liderada por Kimmo Kiljunen condenou o governo de Roza Otunbaeva pela inacção e fracasso na prevenção do derramamento de sangue no sul do Quirguizistão:
“O governo provisório, que chegou ao poder dois meses antes dos acontecimentos, ou não reconheceu ou subestimou a deterioração das relações interétnicas no sul do Quirguizistão. com uma situação de desobediência civil. “Os argumentos do Presidente Otunbayeva de que o aumento da violência foi tão generalizado que foi difícil para o governo interino contê-lo não exime as autoridades da sua responsabilidade primária de proteger a população.” Do relatório da comissão OSCE

Vítimas de confrontos étnicos no Quirguistão - 2010

A reacção das autoridades sob a liderança de Roza Otunbaeva também foi duramente condenada pela Amnistia Internacional, que acusou o Governo Provisório sob a sua liderança de crimes contra a humanidade, tortura, julgamentos injustos, envolvimento de estruturas governamentais, violações e violência em massa:
“Os investigadores e os procuradores ainda não conseguiram investigar e processar o grande número de crimes cometidos durante e imediatamente após os motins de Junho de 2010, bem como nos 24 meses desde então, principalmente assassinatos e outros crimes violentos contra a etnia uzbeque. Além disso, as alegações de conluio e cumplicidade das forças de segurança na prática de violações dos direitos humanos durante os acontecimentos de Junho também não foram abordadas. Dezenas de denúncias de estupro e outras violências sexuais também não foram abordadas.” Do relatório da Amnistia Internacional
Em maio de 2011, o governo de Roza Otunbaeva rejeitou a conclusão da Comissão Internacional de Inquérito sobre os motins de junho de 2010 (Comissão de Inquérito do Quirguistão) de que crimes contra a humanidade foram cometidos contra a população uzbeque da cidade de Osh durante os motins.A OSCE também indicou que a violência contra os mahallas uzbeques foi levada a cabo de forma sistemática e com a conivência ou cumplicidade das agências responsáveis pela aplicação da lei e do exército sob o controlo de Roza Otunbaeva.
Roza Otunbaeva chocou muitos dos seus apoiantes ao rejeitar o relatório de uma comissão internacional que responsabilizou a sua administração por grande parte do caos em Osh.No entanto, mais tarde, sob pressão internacional, Roza Otunbaeva foi forçada a admitir abertamente que as forças de segurança da república sob o seu controlo violaram os direitos dos uzbeques étnicos durante confrontos interétnicos em meados de Junho.

## Caso Azimjan Askarov e repressões contra ONG

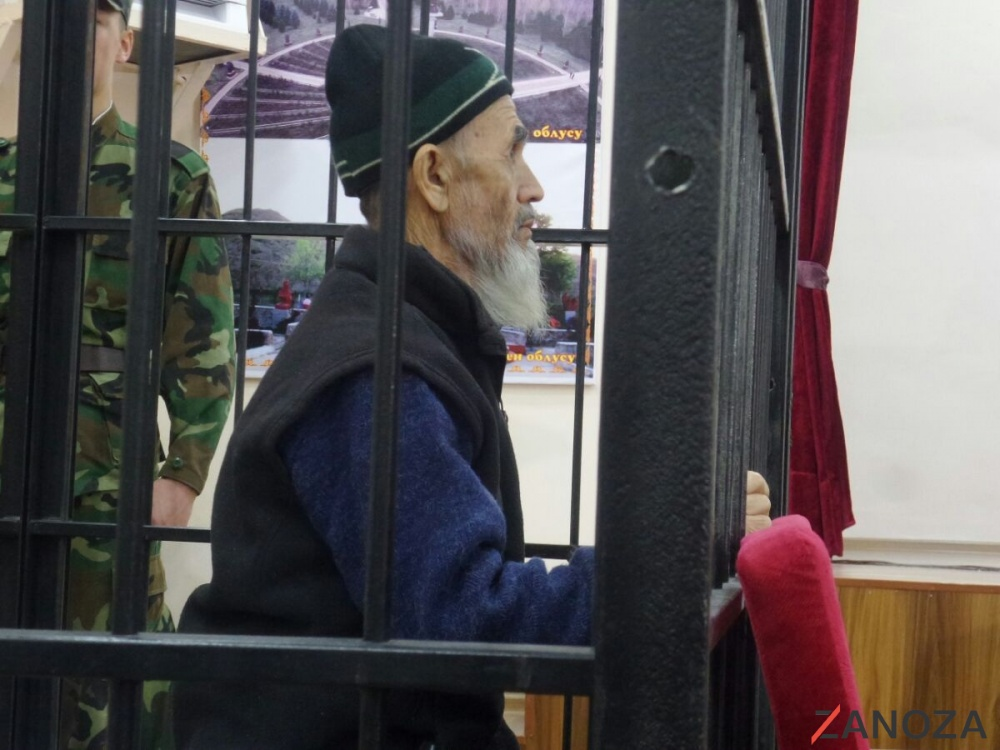
O ativista de direitos humanos preso Azimzhan Askarov e membros de sua família culparam abertamente Roza Otunbayeva por sua prisão

Após a eclosão da violência étnica em 2010, dezenas de líderes religiosos e comunitários uzbeques foram presos pelo governo do Quirguizistão e acusados de incitar a violência étnica, entre eles Azimzhan Askarov, que tinha filmado assassinatos e ataques incendiários durante os motins. Askarov distribuiu então o vídeo aos meios de comunicação internacionais e acusou os militares quirguizes de cumplicidade nos assassinatos.
Azimjan Askarov declarou abertamente no tribunal que foi condenado por ordem direta de Roza Otunbayeva. Ativistas de direitos humanos relataram que falaram pessoalmente com Roza Otunbayeva sobre a tortura de Askarov, mas ela os ignorou completamente.
Em 2017, Azimzhan Askarov foi condenado à prisão perpétua por vários tribunais do Quirguistão pelo assassinato do policial Maktybek Sulaimanov, que foi queimado vivo, e pela participação em tumultos em massa em 2010. O mandato da presidente Roza Otunbayeva expirou em 1º de dezembro de 2011.
As palavras de Askarov contra Otunbayeva também foram apoiadas pela comissão internacional da Federação Internacional de Direitos Humanos FIDH:
“A missão do Observatório reuniu-se com Kubatbek Baibolov, que ocupava o cargo de Procurador-Geral do Quirguistão no momento da sentença de Askarov. Segundo ele, a presidente em exercício da época, Roza Otunbayeva, deu ao tribunal uma instrução direta para condenar Askarov à prisão perpétua"
Kubatbek Baibolov, que serviu como Procurador-Geral em 2010, confirmou que o caso contra Askarov foi politicamente motivado e dirigido por Otunbayeva. Em 31 de março de 2016, o Comitê de Direitos Humanos da ONU reconheceu que o Estado, durante a investigação e julgamento do processo criminal contra Azimzhan Askarov, violou o Artigo 7, separadamente e em conjunto com o Artigo 1 e o Artigo 14, parágrafo 3 (b) e (e) do Pacto Internacional sobre Direitos Civis e Políticos. O Comitê observou o uso de tortura e tratamento cruel, desumano e degradante.

## Repressão aos líderes da oposição

### Caso Urmat Baryktabasov

Político da oposição preso Urmat Baryktabasov

Sob Roza Otunbaeva, foi realizada uma prisão em massa de apoiadores de Urmat Baryktabasov. O líder da oposição Baryktabasov, líder do partido Meken-Tuu (Minha Pátria), tentou chegar a Bishkek em 5 de agosto de 2010, junto com seus apoiadores. No caminho para a capital, a coluna de oposicionistas foi dispersada por policiais que utilizaram equipamentos especiais. Baryktabasov e vários dos seus apoiantes foram presos.
“Muitos deles não têm nada a ver com Baryktabasov ou com a organização de comícios”, explicou o activista dos direitos humanos. Os líderes das ONG notaram que entre os detidos estavam representantes da ala jovem de Zhasasyn do Quirguizistão! festa. (“Viva, Quirguistão!”), o movimento Zhashtar Kenesh (“Parlamento Juvenil”) e outros. Segundo Umetalieva, ela testemunhou como pessoas espancadas eram retiradas do Serviço de Segurança Nacional do Estado em ambulâncias. Segundo os médicos, os detidos foram submetidos a tortura. Umetalieva observou que “se os membros do governo continuarem a repressão, a situação pode ficar fora de controle.” Urmat Baryktabasov foi condenado a 4 anos de prisão e todas as acusações foram negadas.

### Perseguição de membros do partido
Após o sucesso do partido Ata-Jurt nas eleições parlamentares de 2010 no Quirguistão, em 23 de outubro, a casa do seu líder, Kamchybek Tashiev, foi assaltada. Mais tarde, ele disse à Al Jazeera que “eles invadiram como bandidos... Acho que pretendiam atirar em mim. Acredito que tentaram destruir-me - forças que querem anular os resultados eleitorais e impor o estado de emergência. Eu sei que, claro, o Comité Estatal para a Segurança Nacional [serviços de segurança] estava por detrás destas acções.” Ele acusou Keneshbek Duyshebaev, chefe do Comité Estatal para a Segurança Nacional no gabinete da Presidente de transição Roza Otunbaeva, de atacar ele. Durante as eleições de 2010, o escritório do seu partido também foi saqueado e queimado.